# Hyalopecten dilectus
Hyalopecten dilectus är en musselart som först beskrevs av Addison Emery Verrill och Katharine Jeanette Bush 1897.  Hyalopecten dilectus ingår i släktet Hyalopecten och familjen kammusslor. Inga underarter finns listade i Catalogue of Life.